# Lido Guarnieri

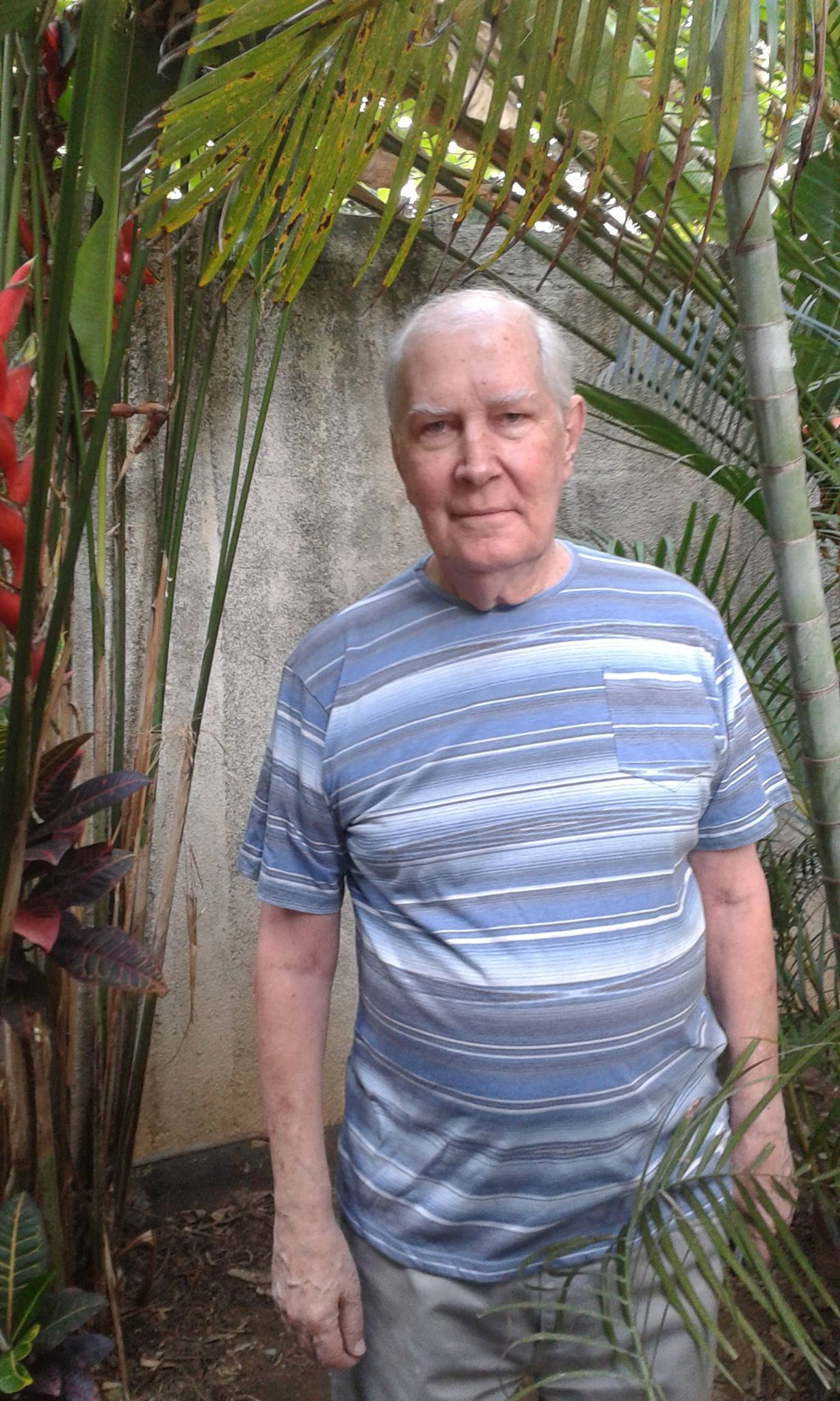
Lido Guarnieri en su cumpleaños número 84

Lido Guarnieri (Paraná, Argentina, 8 de octubre de 1934-15 de mayo de 2021) fue un Solista Internacional del Oboe y una leyenda en la historia del Oboe.

## Comienzos
Inició sus estudios de oboe con su padre Nicolás Guarnieri en Paraná (Argentina), y luego en Buenos Aires con Pedro Cocchiararo. En Argentina fue integrante de las orquestas sinfónicas de Paraná, Santa Fe, San Juan, Teatro Colón y la Orquesta Filarmónica de Buenos Aires.
En 1955, ganó por concurso, el 2do puesto de Oboe en la Orquesta Estable del Teatro Colón de Buenos Aires y posteriormente gana el 1er puesto como oboe principal en la Orquesta Filarmónica de Buenos Aires

## Carrera internacional
En 1960 comienza su carrera internacional como primer oboe de la [Orquesta] del SODRE de Montevideo, Uruguay, para luego serlo en la Orquesta Sinfónica Nacional de Cuba, de la que fue miembro fundador.
En 1965 gana en Salzburgo el puesto de co-solista de oboe de la Orquesta Filarmónica de Israel. También formó parte de la English Chamber Orchestra en una tournée por Israel con la dirección de Daniel Barenboim.
Como primer oboe  Solista actuó con directores como Ernest Ansermet, Thomas Beecham, John Barbirolli, Colin Davis, Pierre Monteux, Sir Georg Solti, Lorin Maazel, Carlo Maria Giulini, Leonard Bernstein, Zubin Mehta, Claudio Abbado, Daniel Barenboim, entre otros y con solistas de la talla de Jascha Heifetz, David Oistrakh, Zino Francescatti, Yehudi Menuhin, Itzhak Perlman en violín, Arthur Rubinstein, Claudio Arrau, Benedetti-Michelangeli, Martha Argerich en piano y los cellistas Rostropovich, André Navarra,  Paul Tortelier, Piatigorsky, etc.
Ofreció numerosos recitales  en diferentes países. Su versión del concierto de Richard Strauss mereció en Montevideo el juicio de "oboísta ejemplar" (El País, 1974) y en Caracas "Maestro del Oboe"
Dictó clases magistrales en Brasil, Argentina, Costa Rica y Chile (Semana Musicales de Frutillar en 1982)
Residió en Caracas, Venezuela desde el año 1973, donde fue contratado para ocupar el puesto de primer oboe solista en la Orquesta Sinfónica de Venezuela. Fue también fundador del Trío de Cañas Pro-Arte, de la Sinfonietta de Caracas y del Octeto Académico de Caracas.
Con la Orquesta Sinfónica de Venezuela ejecutó en conciertos para oboe de ` W.A. Mozart, Domenico Cimarosa, Tomaso Albinoni, Antonio Vivaldi, Richard Strauss y el concierto para oboe d'amor de Johann Sebastian Bach, entre otros. En 1976 interpretó el concierto para Oboe y orquesta de Richard Strauss, 1991 concierto de Tomaso Albinoni para dos oboes y Orquesta acompañando al maestro Pierre Pierlot.  En 1992 actuó con  el concertino de la Orquesta Filarmónica de Berlín, Ljerko Spiller,el doble concierto para oboe y violín de  Johann Sebastian Bach.
En los Estados Unidos de América, el Maestro Dani Stolper, editor de la reconocida International Double Reed Society (Sociedad Internacional de Doble Cañas), en un artículo especial dedicado al Maestro Lido, le da, con todo derecho, el título de Leyenda en la historia del Oboe.

## Maestro fundador de la escuela de Oboistas de Venezuela
A raíz de la creación del Sistema Nacional de Orquestas Juveniles e Infantiles de Venezuela (FESNOJIV) del cual fue miembro fundador como profesor de oboe, realizó una amplia y fructífera labor en el campo de la enseñanza dotando a Venezuela de una reconocida escuela de oboe.
El Maestro Lido Guarnieri trabajó en Venezuela desde 1974 en la creación de la escuela de Oboe. En solo cinco años contaban con más de 15 excelentes oboístas.
De su labor fructífera surgieron cientos de oboístas; más de 50 hoy día son Maestros del Oboe capacitados para continuar con esta labor.
En 1993 se celebró en Venezuela el primer "Festival Internacional de Oboe Lido Guarnieri", nombre que con orgullo fue escogido por los mejores Oboístas de Venezuela. A este Festival fueron invitados como solistas los Maestros Robin Canter y Albrecht Mayer.
Como primer oboe del Octeto Académico de Caracas, grabó los primeros tres CD de los varios que este Octeto realizó.